# Dorian Awards 2021
La 12ª edizione dei Dorian Awards ha premiato le migliori produzioni cinematografiche e televisive del 2020. I vincitori sono stati annunciati il 18 aprile 2021 durante una cerimonia che è stata trasmessa dalla piattaforma Revry.
Le candidature per i premi cinematografici sono state annunciate l'11 febbraio 2021.
In seguito sono elencate le categorie. Il relativo vincitore è stato indicato in grassetto.

## Cinema

### Film dell'anno
- Nomadland, regia di Chloé Zhao
- First Cow, regia di Kelly Reichardt
- Minari, regia di Lee Isaac Chung
- Sound of Metal, regia di Darius Marder
- Una donna promettente (Promising Young Woman), regia di Emerald Fennell

### Film a tematica LGBTQ dell'anno
- Ma Rainey's Black Bottom, regia di George C. Wolfe
- Ammonite - Sopra un'onda del mare (Ammonite), regia di Francis Lee
- I Carry You With Me, regia di Heidi Ewing
- Supernova, regia di Harry Macqueen
- The Boys In The Band, regia di Joe Mantello
- Zio Frank (Uncle Frank), regia di Alan Ball

### Film "campy" dell'anno
- Eurovision Song Contest - La storia dei Fire Saga (Eurovision Song Contest: The Story of Fire Saga), regia di David Dobkin
- Bad Hair, regia di Justin Simien
- Birds of Prey e la fantasmagorica rinascita di Harley Quinn (Birds of Prey (and the Fantabulous Emancipation of One Harley Quinn)), regia di Cathy Yan
- The Prom, regia di Ryan Murphy
- Wonder Woman 1984, regia di Patty Jenkins

### Film più sottovalutato dell'anno
- The Forty Year Old Version, regia di Radha Blank
- Driveways, regia di Andrew Ahn
- First Cow, regia di Kelly Reichardt
- Mai raramente a volte sempre (Never Rarely Sometimes Always), regia di Eliza Hittman
- Miss Juneteenth, regia di Channing Godfrey Peoples
- Shirley, regia di Josephine Decker
- The Assistant, regia di Kitty Green

### Film straniero dell'anno
- Minari, regia di Lee Isaac Chung • USA
- Bacurau, regia di Kleber Mendonça Filho e Juliano Dornelles • Brasile
- Due (Deux), regia di Filippo Meneghetti • Francia
- I Carry You With Me, regia di Heidi Ewing • Messico
- La Llorona, regia di Jayro Bustamante • Guatemala
- Un altro giro (Druk), regia di Thomas Vinterberg • Danimarca

### Film documentario dell'anno
- Disclosure (Disclosure: Trans Lives on Screen), regia di Sam Feder (ex aequo)
- Welcome to Chechnya, regia di David France (ex aequo)
- Collective (Collectiv), regia di Alexander Nanau
- Crip Camp - Disabilità rivoluzionarie (Crip Camp), regia di Nicole Newnham e Jim LeBrecht
- Dick Johnson Is Dead, regia di Kirsten Johnson
- Time, regia di Garrett Bradley

### Film documentario LGBTQ dell'anno
- Disclosure (Disclosure: Trans Lives on Screen), regia di Sam Feder (ex aequo)
- Welcome to Chechnya, regia di David France (ex aequo)
- A Secret Love, regia di Chris Bolan
- Born to Be, regia di Tania Cypriano
- Mucho Mucho Amor: The Legend Of Walter Mercado, regia di Cristina Costantini e Kareem Tabsch

### Film dall'impatto visivo più coinvolgente dell'anno
- Nomadland, regia di Chloé Zhao
- Birds of Prey e la fantasmagorica rinascita di Harley Quinn (Birds of Prey (and the Fantabulous Emancipation of One Harley Quinn)), regia di Cathy Yan
- Mank, regia di David Fincher
- Soul, regia di Pete Docter e Kemp Powers
- Wolfwalkers - Il popolo dei lupi (Wolfwalkers), regia di Tomm Moore e Ross Stewart

### Regista dell'anno
- Chloé Zhao – Nomadland
- Lee Isaac Chung – Minari
- Emerald Fennell – Una donna promettente (Promising Young Woman)
- Regina King – Quella notte a Miami... (One night in Miami...)
- Kelly Reichardt – First Cow

### Attore dell'anno
- Chadwick Boseman –  Ma Rainey's Black Bottom
- Riz Ahmed – Sound of Metal
- Anthony Hopkins – The Father - Nulla è come sembra (The Father)
- Delroy Lindo – Da 5 Bloods - Come fratelli (Da 5 Bloods)
- Steven Yeun – Minari

### Attrice dell'anno
- Carey Mulligan – Una donna promettente (Promising Young Woman)
- Nicole Beharie – Miss Juneteenth
- Viola Davis – Ma Rainey's Black Bottom
- Sidney Flanigan – Mai raramente a volte sempre (Never Rarely Sometimes Always)
- Frances McDormand – Nomadland

### Attore non protagonista dell'anno
- Daniel Kaluuya – Judas and the Black Messiah
- Sacha Baron Cohen – Il processo ai Chicago 7 (The Trial of the Chicago 7)
- Chadwick Boseman – Da 5 Bloods - Come fratelli (Da 5 Bloods)
- Leslie Odom Jr. – Quella notte a Miami... (One night in Miami...)
- Paul Raci – Sound of Metal

### Attrice non protagonista dell'anno
- Yuh-Jung Youn – Minari
- Maria Bakalova – Borat - Seguito di film cinema (Borat Subsequent Moviefilm)
- Candice Bergen – Lasciali parlare (Let Them All Talk)
- Olivia Colman – The Father - Nulla è come sembra (The Father)
- Amanda Seyfried – Mank

### Sceneggiatura dell'anno
- Emerald Fennell – Una donna promettente (Promising Young Woman)
- Radha Blank – The Forty-Year-Old Version
- Lee Isaac Chung – Minari
- Eliza Hittman – Mai raramente a volte sempre (Never Rarely Sometimes Always)
- Chloé Zhao – Nomadland

## Altri premi

### Stella emergente ("We're Wilde About You!" Rising Star Award)
- Radha Blank
- Maria Bakalova
- Kingsley Ben-Adir
- Sidney Flanigan
- Alan S. Kim

### Artista dell'anno (Wilde Artist Award)
- Dolly Parton
- Chadwick Boseman
- Regina King
- Elliot Page
- Chloé Zhao